# ميشيل كولمان
ميشيل كولمان (مواليد 31 أكتوبر 1993) هي لاعبة سباحة سويدية من أصل نيوزيلندي. متخصصة في سباقات السباحة الحرة والسباحة على الظهر. وحاملة رقم قياسي وطني سويدية في سباق 100 متر ظهر (مسافة قصيرة)، وسباق 200 متر ظهر (مسافة طويلة وقصيرة). احتلت المركز السابع في سباق 200 متر سباحة حرة في دورة الألعاب الأولمبية الصيفية 2016 في ريو دي جانيرو، وقادت فريق السويد الفائز بالميدالية الفضية في سباق التتابع المتنوع 4 × 100 متر في بطولة العالم للسباحة 2015 في قازان.
فازت كولمان بثلاث ميداليات فردية في بطولات دولية، وقائمة طويلة من الميداليات في منافسات الفرق، وشاركت في أربع دورات أولمبية، أعلنت ميشيل كولمان البالغ من العمر 31 عامًا في 20 مارس 2025 وبعد 16 عامًا من ظهورها الأول مع المنتخب الوطني، إنهاء مسيرتها الرياضية في السباحة.

## مسيرتها المهنية
في بطولة أوروبا للسباحة القصيرة 2013 في هيرنينج، الدنمارك، فازت كولمان بالميدالية البرونزية في سباق 50 مترًا ظهرًا بزمن 26.67 ثانية. وفي بطولة أوروبا للسباحة القصيرة 2014 في برلين، فازت بالميدالية البرونزية في سباق 100 متر سباحة حرة بزمن 53.75 ثانية.
وفي منافسات الفرق حصلت على الميدالية الفضية في بطولة العالم للسباحة الطويلة 2015 في كازان، روسيا، في سباق التتابع المتنوع 4 × 100 متر، سبحت في المرحلة الافتتاحية من السباحة على الظهر في انهى الفريق السباق في 1:00.74. حصلت على أربع ميداليات أخرى من بطولة أوروبا للسباحة الطويلة، ذهبية في سباق التتابع 4 × 100 متر حرة في برلين 2014، وفضية في سباق التتابع 4 × 100 متر حرة في ديبريتشن 2012، وفضية في سباق التتابع 4 × 200 متر حرة في برلين 2014، وفضية في سباق التتابع 4 × 100 متر متنوع في برلين 2014، وأربع ميداليات من بطولة أوروبا للسباحة القصيرة، ذهبية في سباق التتابع 4 × 50 متر متنوعة في كوبنهاغن 2017، وفضية في سباق التتابع 4 × 50 متر حرة في هيرنينج 2013، وفضية في سباق التتابع 4 × 50 متر حرة في كوبنهاغن 2017، وبرونزية في سباق التتابع 4 × 50 متر متنوعة في هيرنينج 2013.
كانت أول مشاركة أولمبية لها في الألعاب الأولمبية الصيفية 2012 في لندن، حيث جاءت في المركز العاشر في سباق 4 × 100 متر متنوعة وأنهى الفريق السباق في 4:00.76. في الألعاب الأولمبية الصيفية 2016 في ريو دي جانيرو، جاءت في المركز السابع في سباق 200 متر حرة وأنهت السباق في 1:56.27، والذي كان أفضل نتيجة أولمبية فردية لها، والمركز الخامس في سباق 4 × 200 متر حرة (7:53.43)، والتاسع في سباق 4 × 100 متر متنوعة وأنهى الفريق السباق في 3:59.45، والخامس في سباق 4 × 100 متر حرة وأنهى الفريق السباق في 3:36.42. كما تنافست في الألعاب الأولمبية الصيفية 2020 في طوكيو والألعاب الأولمبية الصيفية 2024 في باريس.
في نوفمبر 2022، في بطولة العالم للسباحة القصيرة في ستوكهولم، فازت كولمان بالميدالية الذهبية في سباق 50 وسباق 100 متر سباحة حرة وكانت جزءًا من فريق سباق جمعية سبارفاجن للسباحة الذي حصل على الميدالية البرونزية في سباق 4 × 100 متر متنوع. في ديسمبر 2022، في بطولة العالم للسباحة القصيرة في ملبورن، كانت جزءًا من فريق سباق السويد الذي حصل على الميدالية البرونزية في سباق 4 × 50 متر متنوع.
في بطولة أوروبا للسباحة القصيرة 2023 في أوتوبيني، فاز كولمان بالميدالية الذهبية في سباق 50 مترًا حرة وكان جزءًا من فريق السباق السويدي الذي فاز بالميدالية الذهبية في كل من سباق 4 × 50 مترًا حرة و4 × 50 مترًا متنوعة.

## أفضل الأرقام الشخصية
| الحدث.            | التاريخ        | النتيجة | البطولة                                   | المكان           | مراجع. |
| ----------------- | -------------- | ------- | ----------------------------------------- | ---------------- | ------ |
| 50 متر سباحة ظهر  | 2019 أغسطس 2   | 28.59   | كأس العالم للسباحة 2019 - الاجتماع الأول  | طوكيو، اليابان   | [ 9 ]  |
| 50 متر سباحة حرة  | 2019 أكتوبر 11 | 24.26   | كأس العالم للسباحة 2019 - الاجتماع الخامس | برلين، ألمانيا   | [ 10 ] |
| 50 متر فراشة      | 2021 أبريل 8   | 26.05   | بطولة السباحة المفتوحة في ستوكهولم        | ستوكهولم، السويد | [ 11 ] |
| 100 متر سباحة حرة | 2019 نوفمبر 3  | 53.04   | كأس العالم للسباحة 2019 - الاجتماع السادس | قازان، روسيا     | [ 12 ] |
| 100 متر سباحة ظهر | 2021 يونيو 26  | 59.62   | كأس ستي كولي الثامن والخمسون              | روما، إيطاليا    | [ 13 ] |
| 200 متر سباحة ظهر | 2014 أبريل 10  | 2:10.56 | كأس السباحة آيندهوفن 2014                 | أيندهوفن، هولندا | [ 14 ] |
| 200 متر سباحة حرة | 2017 أبريل 08  | 1:55.64 | بطولة السباحة المفتوحة في ستوكهولم        | ستوكهولم، السويد | [ 15 ] |
| 400 متر سباحة حرة | 2016 يونيو 24  | 4.07.61 | كأس ستي كولي الثالث والخمسون              | روما، إيطاليا    | [ 16 ] |

| الحدث.             | التاريخ        | النتيجة | البطولة                           | المكان             | مراجع. |
| ------------------ | -------------- | ------- | --------------------------------- | ------------------ | ------ |
| 50 متر سباحة ظهر   | 2013 ديسمبر 14 | 26.67   | بطولة أوروبا للسباحة القصيرة 2013 | هرنينغ، الدنمارك   | [ 17 ] |
| 50 متر سباحة ظهر   | 2019 نوفمبر 17 | 26.67   | بطولة السويد للسباحة القصيرة      | إسكيلستونا، السويد | [ 18 ] |
| 50 متر سباحة فراشة | 2020 أكتوبر 25 | 26.05   | الدوري الدولي للسباحة 2020        | بودابست، المجر     | [ 19 ] |
| 50 متر سباحة حرة   | 2023 ديسمبر 06 | 23.52   | بطولة أوروبا للسباحة القصيرة      | أوتوبيني، رومانيا  | [ 20 ] |
| 100 متر سباحة ظهر  | 2018 نوفمبر 16 | 56.57   | بطولة السويد للسباحة القصيرة      | ستوكهولم، السويد   | [ 21 ] |
| 100 متر سباحة حرة  | 2019 نوفمبر 17 | 51.47   | بطولة السويد للسباحة القصيرة      | إسكيلستونا، السويد | [ 22 ] |
| 200متر سباحة حرة   | 2013 نوفمبر 23 | 1.53.51 | بطولة السويد للسباحة القصيرة      | جوتنبرج، السويد    | [ 23 ] |
| 200 متر سباحة ظهر  | 2014 نوفمبر 22 | 2:03.26 | بطولة السويد للسباحة القصيرة      | ستوكهولم، السويد   | [ 24 ] |